# Kerem Demirbay
Kerem Demirbay (* 3. Juli 1993 in Herten) ist ein deutscher Fußballspieler, der vorrangig als zentraler Mittelfeldspieler eingesetzt wird. Er steht seit Juli 2025 beim türkischen Erstligisten Eyüpspor unter Vertrag.

## Familie
Kerem Demirbay wurde als Sohn türkeistämmiger Eltern in Herten im Ruhrgebiet geboren und wuchs im Gelsenkirchener Stadtteil Buer auf.

## Karriere

### Anfänge
Demirbay begann seine Karriere in der Jugend des FC Schalke 04 und wechselte später in die der SG Wattenscheid 09. Im Sommer 2011 wechselte er in die A-Jugendmannschaft von Borussia Dortmund; im Jahr darauf schaffte er den Sprung in den Kader der zweiten Mannschaft des Vereins, die in die 3. Liga aufgestiegen war. Am 21. Juli 2012, dem 1. Spieltag der Saison 2012/13, kam er zu seinem Debüt im Profifußball, als er im Auswärtsspiel gegen den VfL Osnabrück (0:2) in der 74. Minute für Konstantin Fring eingewechselt wurde. Drei Spieltage später schoss er bei der 1:2-Heimniederlage gegen den 1. FC Saarbrücken sein erstes Tor für die zweite Mannschaft des BVB.

### Wechsel zum Hamburger SV

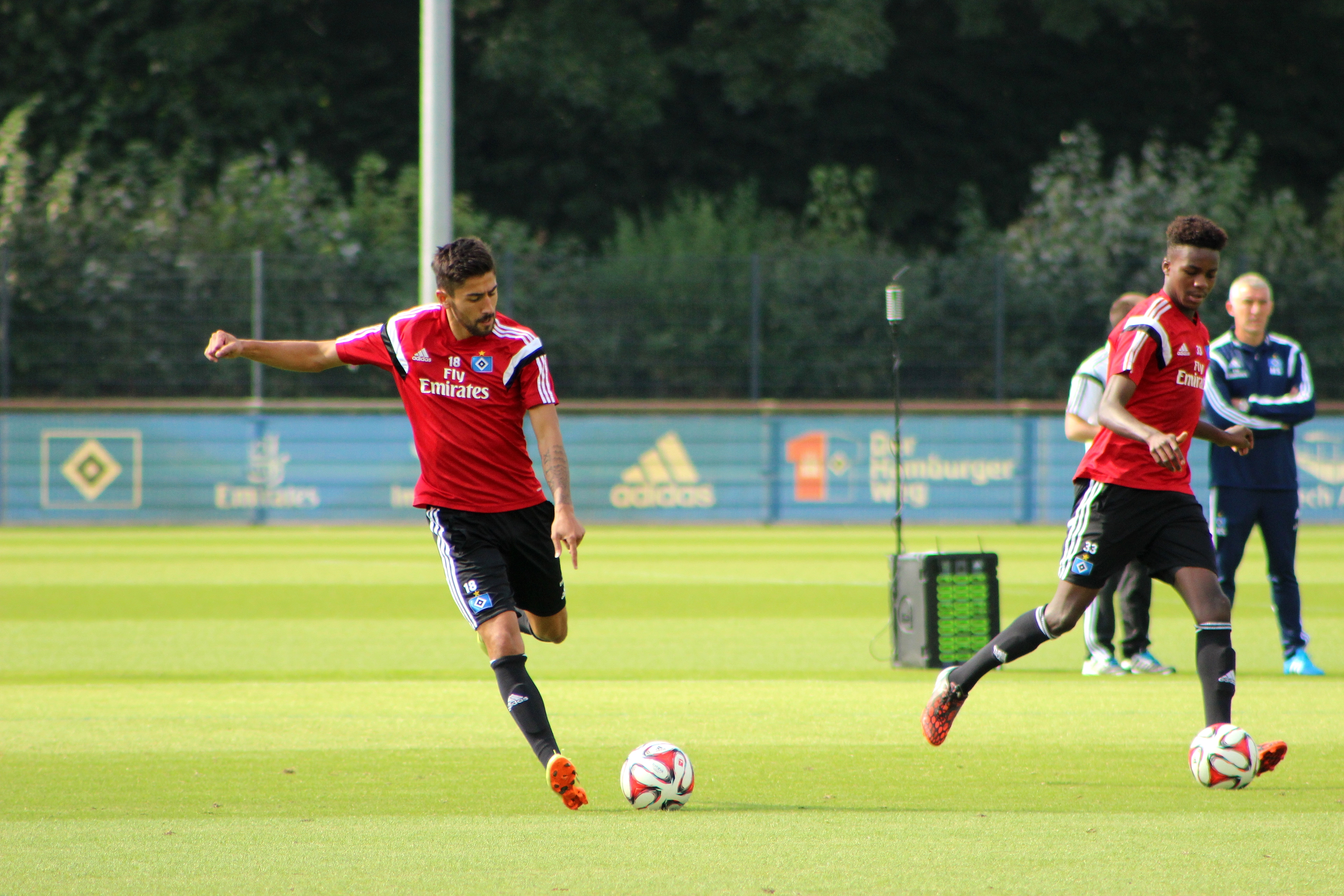
Demirbay (links) im Training des Hamburger SV, 2014

In der Winterpause 2013 verpflichtete der Hamburger SV Demirbay ablösefrei zur Saison 2013/14. Nach zwei Muskelfaserrissen im Hüftbereich und einem Bänderriss im Sprunggelenk feierte Demirbay am 20. April 2014 sein Bundesligadebüt; er wurde bei der 1:3-Heimniederlage gegen den VfL Wolfsburg in der 73. Spielminute für Tomás Rincón eingewechselt.

### Auf Leihbasis in der 2. Bundesliga
Obwohl Demirbay in der Vorbereitung auf die Bundesligasaison 2014/15 gute Leistungen gezeigt hatte, wurde er vom damaligen HSV-Trainer Mirko Slomka nicht für das Erstrundenspiel des DFB-Pokals und für die ersten beiden Spieltage der Bundesliga berücksichtigt. Stattdessen kam er zu einem Einsatz in der zweiten Mannschaft, in dem er einen Treffer erzielte. Um Spielpraxis auf höherem Niveau zu sammeln, wurde Demirbay am 1. September 2014 bis zum Ende der Zweitligasaison 2014/15 an den 1. FC Kaiserslautern ausgeliehen. Für den 1. FCK absolvierte er 22 Ligaspiele, in denen ihm am 31. Spieltag gegen den SV Darmstadt 98 ein Treffer gelang.
Zur Saison 2015/16 kehrte Demirbay zunächst zum HSV zurück und stieg nach der U21-EM verspätet ins zweite Trainingslager ein. Er wurde vom neuen Cheftrainer der ersten Mannschaft, Bruno Labbadia, in der ersten Pokalrunde nicht eingesetzt und stand bei den ersten beiden Bundesligapartien – auch aufgrund einer Schienbeinprellung – nicht im Kader. Um erneut Spielpraxis zu sammeln, wurde Demirbay am 25. August 2015 bis zum Saisonende abermals in die 2. Bundesliga ausgeliehen, diesmal an Fortuna Düsseldorf. Nachdem er am 29. November 2015 in einem Auswärtsspiel gegen den FSV Frankfurt, bei dem er mit zwei Toren den Sieg seiner Mannschaft gesichert hatte, von Schiedsrichterin Bibiana Steinhaus nach einem Handgemenge mit einer Gelb-Roten Karte vom Platz geschickt worden war, sagte er: „Ich finde, Frauen haben im Männerfußball nichts zu suchen.“ Dieser als frauenfeindlich wahrgenommene Spruch, für den er sich umgehend entschuldigte, trug ihm ein Ermittlungsverfahren des DFB-Kontrollausschusses sowie die vereinsseitige Verpflichtung ein, ein Mädchen-Fußballspiel in der D-Jugend-Kreisklasse als Schiedsrichter zu leiten. Dabei wurde Demirbay für sein Auftreten kritisiert, da er das Spiel nicht etwa im Sport- bzw. Schiedsrichter-Outfit, sondern mit dunkler Jeans und hellem Mantel geleitet habe.

### TSG 1899 Hoffenheim
Nach dem Ende seiner Leihe in Düsseldorf wechselte Demirbay zu Beginn der Saison 2016/17 zur TSG 1899 Hoffenheim. Er erhielt einen Dreijahresvertrag. Er kam in seiner ersten Saison zu 28 Bundesligaspielen und erzielte dabei sechs Tore. Das erste Tor gelang ihm am sechsten Spieltag beim 2:1-Sieg im Auswärtsspiel gegen den FC Ingolstadt 04 mit dem Treffer zum 2:0 in der 35. Minute. Am 29. Spieltag traf er beim 5:3-Sieg im Heimspiel gegen Borussia Mönchengladbach mit den Treffern zum 3:2 in der 58. und zum 5:3 in der 89. Minute erstmals doppelt.

### Bayer 04 Leverkusen
Zur Saison 2019/20 wechselte Demirbay zum Ligakonkurrenten Bayer 04 Leverkusen und erhielt dort einen Vertrag mit einer Laufzeit über fünf Jahre. Obwohl er oft Stammspieler war, fand er in Leverkusen nie seine feste Rolle und konnte die in ihn gesetzten Erwartungen insgesamt nicht erfüllen.

### Galatasaray Istanbul
Mit 30 Jahren ging Demirbay erstmals in Ausland und schloss sich im August 2023 Galatasaray Istanbul an. Bei Galatasaray Istanbul gewann Demirbay zweimal die türkische Meisterschaft und wurde Pokalsieger.

### Eyüpspor
Während der Sommerpause 2025 wechselte der Mittelfeldspieler zu ablösefrei zu Eyüpspor.

### Nationalmannschaft
Von September 2011 bis März 2013 absolvierte Demirbay zunächst zwölf Testspiele für Jugendauswahlmannschaften des türkischen Fußballverbandes, in denen ihm ein Treffer gelang. Da er keinen türkischen Pass besitzt, waren Pflichtspiele nicht möglich. Im März 2015 wurde er von Horst Hrubesch erstmals für die deutsche U21-Auswahl nominiert, musste seine Teilnahme allerdings verletzungsbedingt absagen. Ende Mai 2015 wurde Demirbay in das vorläufige und später in das endgültige Aufgebot für die U21-EM in Tschechien berufen. Dort kam er in keinem der vier Spiele seiner Mannschaft zum Einsatz.
Am 17. Mai 2017 wurde Demirbay von Bundestrainer Joachim Löw für den FIFA-Konföderationen-Pokal 2017 in Russland nominiert. Am selben Tag gab es um diese Nominierung Irritationen, da Demirbay laut dem türkischen Fußballverband eine Zusage gegeben habe, künftig für diesen zu spielen. Demirbay erklärte daraufhin, das Schreiben leichtsinnigerweise ohne inhaltliche Prüfung unterschrieben zu haben. Zudem entspreche der Inhalt des Schreibens nicht den Tatsachen. Er habe lediglich prüfen wollen, ob überhaupt die Möglichkeit bestehe, für die Türkei zu spielen. Demirbay stellte außerdem über seine Berateragentur klar, dass er ausschließlich deutscher Staatsbürger und somit nicht für die Türkei spielberechtigt sei. Sein A-Länderspieldebüt für Deutschland gab er am 6. Juni in Brøndby beim 1:1 im Testspiel gegen die dänische Nationalmannschaft. Im dritten Vorrundenspiel des Konföderationen-Pokals folgte mit dem zweiten Einsatz das erste Pflichtspiel, als er gegen Kamerun in der Startelf stand und kurz nach der Pause mit dem 1:0 sein erstes Länderspieltor erzielte. Während des Turniers blieb dies sein einziger Einsatz, er gewann am Ende des Turniers zusammen mit der deutschen Mannschaft den Konföderationen-Pokal.

## Erfolge und Titel
- FIFA-Konföderationen-Pokal: 2017
- Türkischer Meister: 2023/24, 2024/25
- Türkischer Fußballpokal: 2024/25